# Erik Bisgaard
Erik Bisgaard, danski veslač, * 25. januar 1890, † 21. junij 1987.
Bisgaard je za Dansko nastopil na Poletnih olimpijskih igrah 1912. Veslal je v četvercu s krmarjem, ki je na teh igrah osvojil bron medaljo.